# Brunflo IK
Der Brunflo IK ist ein 1975 gegründeter schwedischer Eishockeyklub aus Brunflo. Die Mannschaft spielt in der Division 2.

## Geschichte
Der Brunflo IK wurde 1975 gegründet. Die Mannschaft trat erstmals überregional in Erscheinung, als sie ab der Saison 2000/01 an der drittklassigen Division 1 teilnahm. Von 2006 bis 2011 trat die Mannschaft als Spielgemeinschaft mit dem Jämtland HF, der 2003 aus dem Hauptverein ausgelagerten Profimannschaft des Östersunds IK, unter dem Namen Östersund/Brunflo IF in der Division 1 an. Anschließend ging die Lizenz für die Teilnahme an der Division 1 an den Östersunds IK über. In der Saison 2011/12 gelang dem Brunflo IK als eigenständige Mannschaft der Wiederaufstieg in die Division 1. Seit der Saison 2012/13 spielten Brunflo IK und Östersunds IK wieder beide mit eigenständigen Mannschaften in der Division 1. Zwischenzeitlich ist der Brunflo IK aber in die viertklassige Division 2 abgestiegen.

## Bekannte ehemalige Spieler
- Wladimir Krutow
- Igor Larionow
- Scott Young